# Kristus är sannerligen uppstånden
Kristus är sannerligen uppstånden är en psaltarpsalm med text från Lukasevangeliet 24:34 (omkväde) och Andra Timotheosbrevet 1, Hebreerbrevet 2 (verser). Musiken är komponerad 1978 av Egil Hovland.

## Publicerad i
- Herren Lever 1977 som nummer 873 under rubriken "Kyrkans år - Påsktiden".[2]
- Psalmer och Sånger 1987 som nummer 765 under rubriken "Psaltarpsalmer och andra sånger ur bibeln".[1]
- Finlandssvenska psalmboken 1986, tilläggshäftet ”Sång i Guds värld”, 2015, som nr 849 under rubriken "Kyrkoåret".